# Woodbranch
Woodbranch é uma cidade localizada no estado norte-americano do Texas, no Condado de Montgomery.

## Demografia
Segundo o censo norte-americano de 2000, a sua população era de 1305 habitantes.
Em 2006, foi estimada uma população de 1388, um aumento de 83 (6.4%).

## Geografia
De acordo com o United States Census Bureau tem uma área de
5,0 km², dos quais 5,0 km² cobertos por terra e 0,0 km² cobertos por água.

## Localidades na vizinhança
O diagrama seguinte representa as localidades num raio de 16 km ao redor de Woodbranch.